# 得蔵寺 (輪島市)
得蔵寺（とくぞうじ）は、石川県輪島市にある浄土真宗系単立寺院。山号は滋徳山（じとくさん）。
建立年代については不明だが、現存する資料によると文明4年（1473年）11月27日、真言宗太藏院の5代であった慈徳が、阿岸本誓寺の住職の勧奨により、越前吉崎に於いて蓮如の化導を受け、浄土真宗に帰依したと言う。
2024年（令和6年）1月1日に発生した能登半島地震により本堂や庫裏などが倒壊する被害を受けた。

## 文化財
- 聖徳太子木像 - 石田三成の守り本尊と伝えられる。
- 雲龍の図（天井絵） - 能登出身の狩野派の絵師・泉龍嶂の晩年の作とされる。

いずれも1985年（昭和60年）12月24日に旧門前町の有形文化財に指定され、2006年の輪島市の発足に伴って輪島市の文化財となっている。

## 外部サイト
- 滋徳山 得蔵寺 公式ホームページ